# Висим (Свердловская область)
Виси́м — посёлок в Пригородном районе Свердловской области России. Входит в муниципальный округ Горноуральский, является центром Висимской территориальной администрации.
С 1933 по 2004 год Висим имел статус рабочего посёлка (посёлка городского типа). В 1923—1934 и 1938—1957 годах был центром Висимского района. Также ранее Висим был центром Висимского поссовета Пригородного района.

## Географическое положение
Посёлок Висим расположен по берегам реки Межевой Утки (притока Чусовой), при впадении в неё рек Висим и Шайтанки, в 38 километрах по прямой и в 50 километрах по автодороге к юго-западу от Нижнего Тагила, в 110 километрах к северо-западу от Екатеринбурга. В 10 километрах к северу от Висима, на правом берегу Межевой Утки, вблизи Смородинского водохранилища, находится гидрогеологический памятник природы — карстовое озеро Бездонное, самый глубокий водоём Свердловской области. В посёлке имеется бывшая станция Висимо-Уткинской узкоколейной железной дороги. Ныне узкоколейная дорога демонтирована.

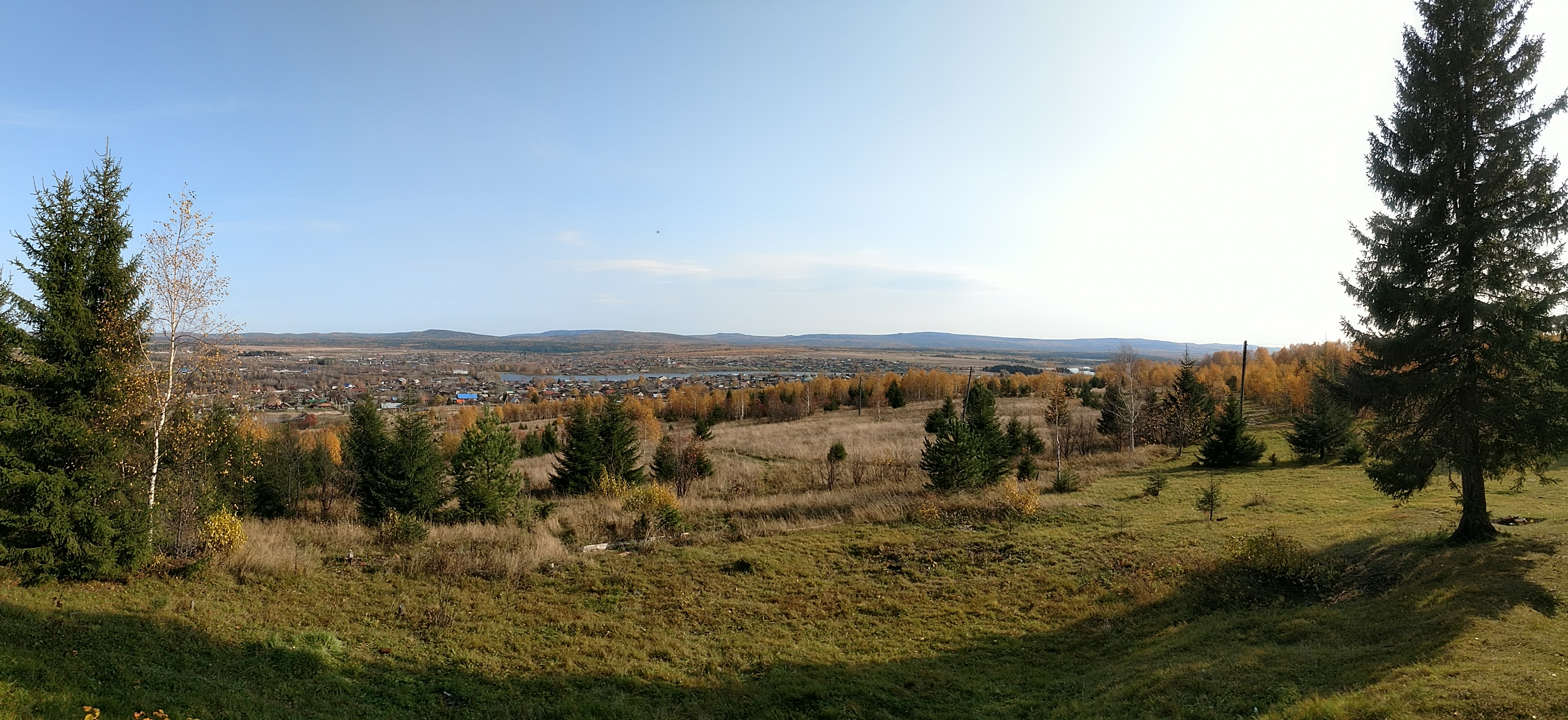
Панорама посёлка Висима с горы Кокурникова

Климат в районе Висима очень холодный, так как местность находится почти на самом хребте Урала. Холод, дождь, ветры — обыкновенные явления, препятствующие произрастанию огородных овощей и порождающие простудные болезни. В начале XX века корь, скарлатина, дифтерит и подобные им болезни здесь очень распространены. Развитию болезней способствует и вода: горные речки, по которым разбросаны платиновые и золотые прииски, несут воду, крайне загрязненную и зараженную разными приисковыми и заводскими нечистотами. Почва местности каменистая, с очень тонким слоем горнозема, и потому хлебопашество не развито, имеется только по речным логам сенокошение, но даже и для урожая трав требуется удобрение— 
.

## История
Происхождение гидронима «Висим» не установлено. Название «Шайтанка» обычно носят реки, связанные с местами языческого культа дорусского населения — манси (вогулов).
Поселение основано в 1722 году.
Висимо-Шайтанский железоделательный завод
В 1732 году Акинфием Демидовым здесь был построен металлургический (чугуноплавильный и железоделательный) завод, закрытый в 1916 году. Завод стоит на реке Шайтанке при впадении её в реку Межевую Утку. Заводской пруд приводил в движение три водяных колеса; две паровые машины.
Первые поселенцы были пришлые люди: ссыльные и каторжные, беглые крепостные люди из внутренней России, слобожане и посадские люди. С расширением горно-заводского дела в заводе явилась нужда в более многочисленном и устойчивом контингенте рабочих. В 1815 году одним из заводовладельцев были переселены крестьяне из Тульской и Черниговской губерний. Эти переселенцы положили начало православному населению завода. С освобождением крестьян и жителей завода от крепостничества по уставной грамоте 1 марта 1862 года, перечислены были в сословие сельских крестьян, с усадебным наделом и сенокосными угодиями, и составили Висимо-Шайтанскую волость. В 1864 году, значительное число жителей завода, переселённых из Тульской и Черниговской губерний, переселились с разрешения правительства в Оренбургскую губернию для занятия хлебопашеством в количестве 64 семейств (250 душ православных и 36 раскольников), но постигшие их там на первых порах неурожаи заставили многих из них снова возвратиться обратно на завод.
В 1825 году был открыт первый платиновый прииск. В начале XX века располагалось 18 платиновых и 5 золотых приисков. В 1870—1873 годах появилась телеграфная связь с Нижнетагильским заводом. В 1897 году появилась Висимо-Уткинская узкоколейная железная дорога.
В начале XX века главным занятием жителей была работа на заводе, на платиновых и золотых приисках, заготовка и вывозка лесу и дров по зимам; некоторые занимались чеботарной работой. Была развита торговля съестными припасами и мануфактурным товаром; в зимнее время в заводе по воскресным дням бывали торжки на церковной площади.
В 1933 году заводской посёлок Висимо-Шайтанский завод получил статус посёлка городского типа и новое название — Висим. В 1923—1934 и 1938—1957 годах он был центром Висимского района.
В 1965 году в посёлке был организован Висимский лесхоз.
31 декабря 2004 года рабочий посёлок Висим был отнесён к категории сельских населенных пунктов к виду посёлок.

## Висимо-Уткинская узкоколейная железная дорога
Первая на Урале (и одна из первых в России) узкоколейная железная дорога была построена в 1895 году от Нижнего Тагила до Антоновского завода (близ современного посёлка Черноисточинска). В 1897 году дорога была продлена до самого Черноисточинска, до Висимо-Шайтанского завода и далее — до посёлка Висимо-Уткинска. По данным уральского историка А. В. Ермоленко, подвижной состав первоначально был представлен немецкими локомотивами Maschinenbau-Gesellschaft Karlsruhe, затем — Orenstein & Koppel и после революции — американскими локомотивами фирмы Glover, которые получили собственные имена «Коммунист» и «Интернационалист». Первоначально ширина колеи составляла 844 мм, что было нетипично для российских узкоколейных дорог и обусловлено особенностями подвижного состава. В 1960 году Висимо-Уткинскую узкоколейку «перешили» на стандартную советскую узкую колею шириной 750 мм, а с 1964 года паровозы были окончательно заменены тепловозами — первоначально ТУ-2, позднее — ТУ-7. На территории посёлка Висим было расположено сразу две остановки узкоколейной железной дороги: станция Висимо-Шайтанск и остановочный пункт Лигуз. К 2000-м годам узкоколейка стала нерентабельной. Пассажирское движение прекратилось в 2005 году, грузовые поезда ходили редко. Железная дорога прекратила своё существование в 2007 году. Рельсовый путь был демонтирован, станции закрыли.

## Анатолие-Николаевская церковь
Для переселенцев в 1815 году был построен молитвенный деревянный дом, в котором по временам отправлялось богослужение причтом, наезжавшим сюда из Висимо-Уткинского завода, к приходу которого было причислено православное население Висимо-Шайтанского завода. Постройка же в заводе собственного храма связана была с приездом в завод архиепископа Пермского Аркадия в 1838 году, предложившего заводоуправлению преобразовать молитвенный дом в церковь. Предложение было исполнено немедленно: за ночь выкопано было место для алтаря и престола, и на другой день самим Владыкой совершена была закладка храма.
В 1839 году была построена деревянная церковь, образовался самостоятельный Висимо-Шайтанский православный приход. Устройство церкви было ограничено только пристройкой алтаря к молитвенному дому. 26 января 1839 года, с благословения того же архиепископа Аркадия, состоялось освящение церкви во имя святого мученика Анатолия благочинным Нижне-Тагильских церквей иереем Алексием Карпинским. Церковь была одноэтажной, деревянной, на каменном фундаменте, с деревянной колокольней, однопрестольной, длиною 11 саженей и шириною 4 сажени. Снаружи стены были обиты тесом, внутри отштукатурены; церковь была покрыта железом. Вокруг церкви была устроена деревянная ограда, простоявшая до 1886 года, когда была построена новая деревянная ограда. В 1889 году церковь была расширена устройством с правой стороны деревянного придела иждивением церкви и прихожан. В таком виде церковь существовала до 28 августа 1895 года, когда была разобрана и имущество было перенесено в новую церковь. На средства прихожан и заводовладельцев Демидовых 20 августа 1889 года была заложена новая каменная однопрестольная церковь, которая была освящена во имя мученика Анатолия и святого Николая, архиепископопа Мирликийского 28 августа 1895 года, по благословению Преосвященного Симеона, епископа Екатеринбургского и Ирбитского, благочинным, протоиереем Кушвинского собора Порфирием Славниным. По проекту екатеринбургского городского (а затем епархиального) архитектора С. С. Козлова была построена пятиглавая церковь.  Именно в этом храме работал священником отец Д. Н. Мамина-Сибиряка.
Церковь была закрыта в 1934 году, в советское время были снесены купола. Церковь была возвращена в РПЦ в 1995 году, восстанавливается.

## Николаевская единоверческая церковь
В 1808 году староверы построили молитвенную часовню, которую потом, по Высочайшему указу, в 1848 году передали единоверческому населению и в ведение епархиального начальства.
В 1875 году открыли и самостоятельный единоверческий приход с храмом. В посёлке была построена деревянная, однопрестольная церковь, которая была освящена во имя святого Николая, архиепископа Мирликийского 6 июня 1876 года. В 1889—1895 годах на Висимо-Шайтанском заводе по проекту екатеринбургского городского (а затем епархиального) архитектора С. С. Козлова была построена пятиглавая церковь Николая Чудотворца и Анатолия Никомедийского (сохранилась частично). Именно в этом храме работал священником отец Д. Н. Мамина-Сибиряка.
Церковь была закрыта в 1935 году. В советское время была перестроена.

## Николаевский молитвенный дом
В 1935 году на кладбище заложили деревянный однопрестольный молитвенный дом, который в 1936 году освятили во имя святого Николая, архиепископа Мирликийского.
В 1945 году был расширен и не закрывался. Храм действовал до возвращения Русской православной церкви в 1995 году.

## Школа
14 сентября 1892 года была открыта мужская церковно-приходская школа, здание принадлежало школе. В 1896 году была открыта смешанная школа грамоты, которая помещалась в собственном здании. В 1872 году была открыта и смешанное земское училище.

## Промышленность
Крупнейшие предприятия посёлка:

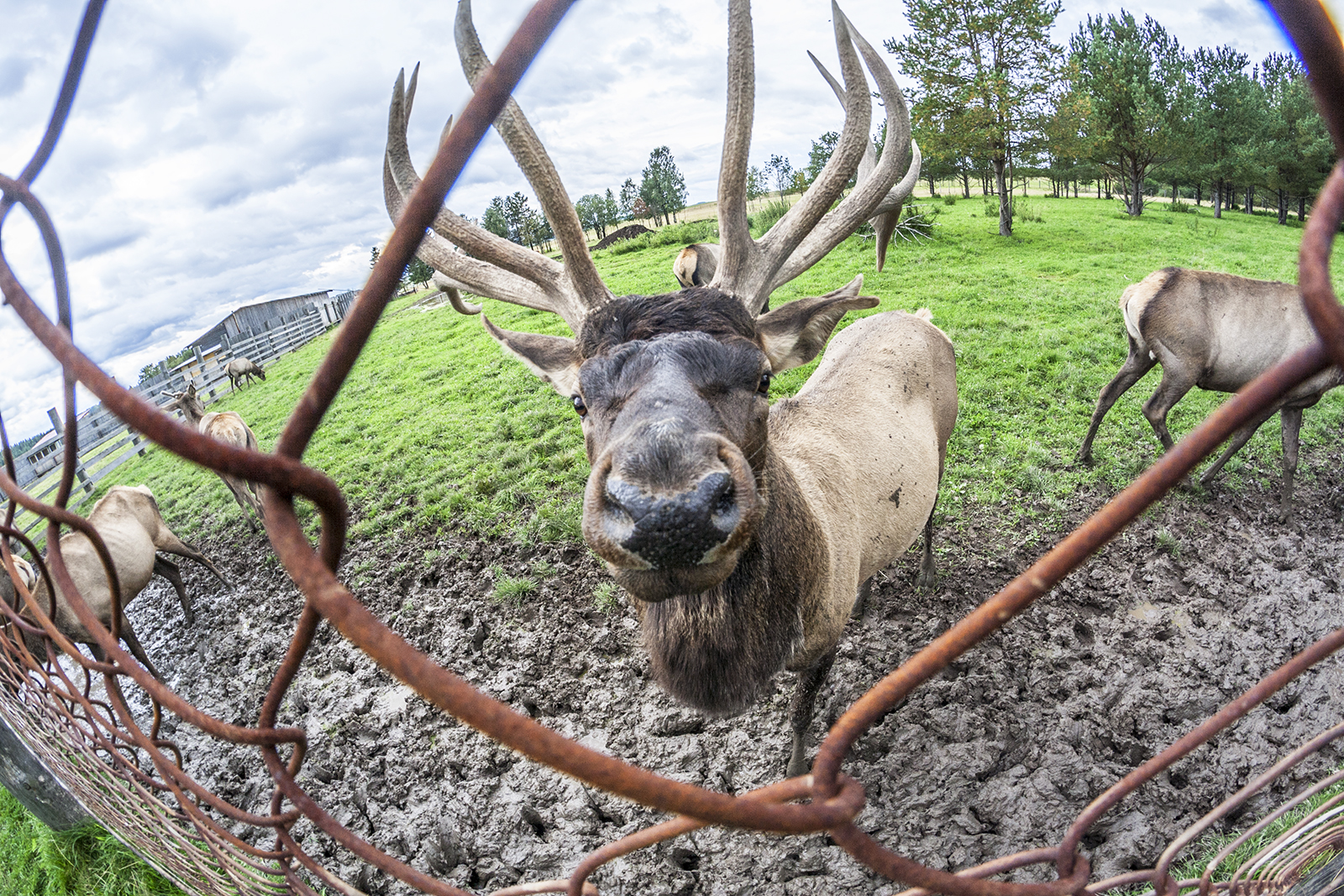
Висимская зооферма

- ППО «Висимский лесхоз» (лесозаготовительный участок);
- ООО «Висимский прииск» (добыча драгоценных металлов):
- ООО «Висимские самоцветы» (зооферма).

## Инфраструктура
В Висиме есть дом культуры с библиотекой, школа, детский сад, ипподром, три музея, участковая поликлиника, аптека, пожарная часть, опорный пункт полиции, отделения «Почты России» и Сбербанка. Работают несколько продуктовых и хозяйственных магазинов.
Добраться до посёлка можно на пригородном автобусе из Нижнего Тагила.

## Достопримечательности

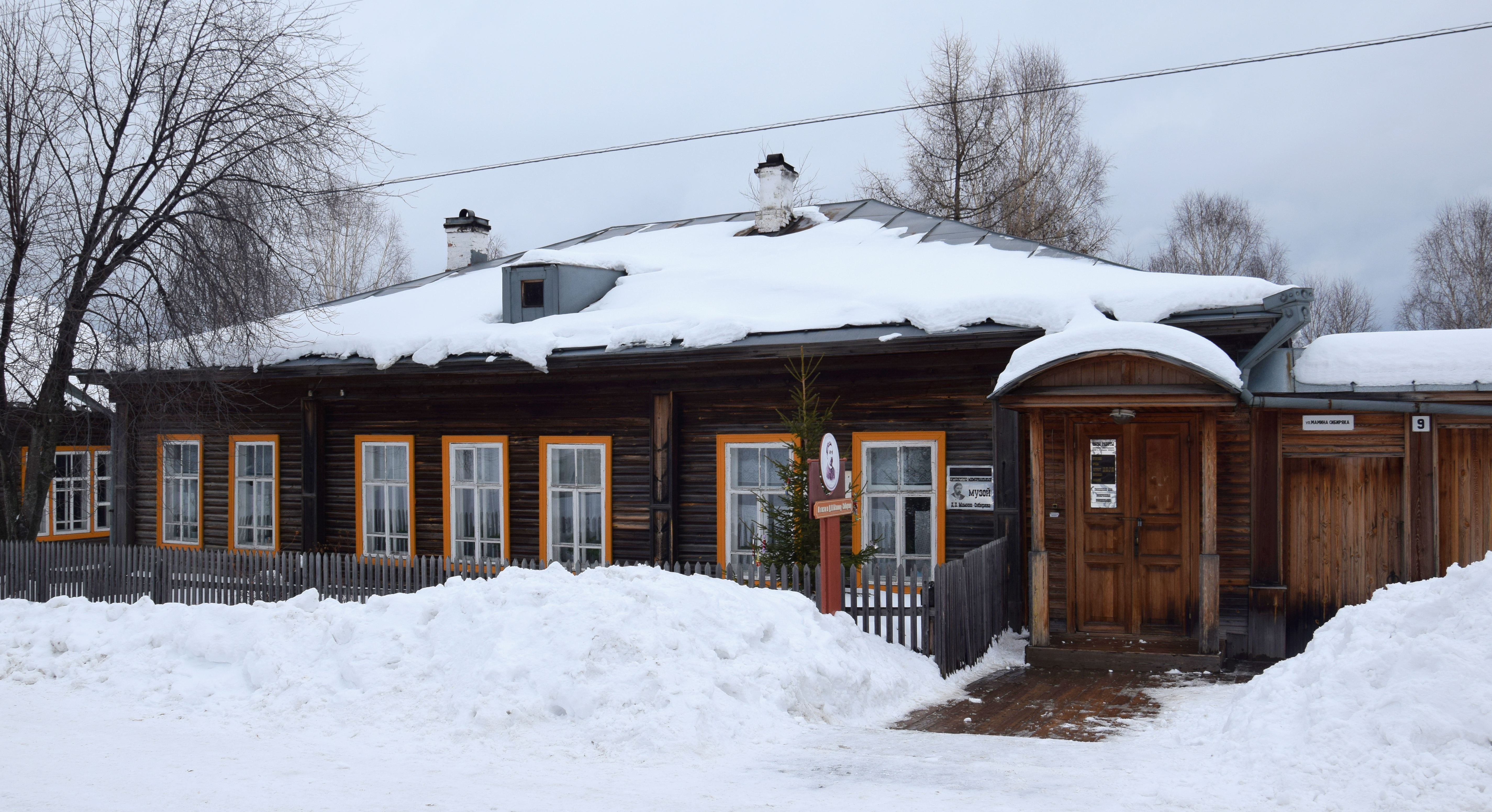
Дом-музей писателя Д. Н. Мамина-Сибиряка

В посёлке Висим в рамках проекта Природный парк «Река Чусовая» был создан уникальный микроклимат русского уральского заводского посёлка XVIII — н. XX вв., ежегодно привлекающий сюда тысячи туристов. Посёлок со времён Демидовых почти не изменился.
Культурные объекты Висима:
- Музей быта и ремёсел посёлка Висим;
- Литературно-мемориальный музей Д. Н. Мамина-Сибиряка;
- Дом-музей «Усадьба Виталия Черепанова» с тематическим парком скульптур героев русских народных сказок и советских мультфильмов;
- Частично сохранилась старая каменная Демидовская дамба с деревянным водостоком и некоторыми сооружениями;
- В посёлке Висиме есть единственный на всю Свердловскую область ипподром[11];
- На окраине посёлка есть животноводческая ферма по разведению оленей, страусов и якутских лошадей[12];
- Мемориал в честь погибших в Великой Отечественной войне;
- Памятник-бюст писателю Д. Н. Мамину-Сибиряку.

### Дом-музей Д. Н. Мамина-Сибиряка
Русский классик, писатель Дмитрий Наркисович Мамин-Сибиряк родился и провёл своё детство в Висиме. В посёлке находится дом-музей Д. Н. Мамина-Сибиряка, открытый в доме, где жил писатель.

### Музей быта и ремёсел
Музей быта и ремёсел посёлка Висим — краеведческий музей, расположенный в посёлке Висим Свердловской области по улице Октябрьская, д. 1. 
История создания
Музей открылся в 2004 году по инициативе председателя поселкового совета Черемных Михаила Николаевича. Благодаря усилиям инициативной группы была собрана первая экспозиция к 9 мая 2005 года, посвященная подвигам висимчан в годы Великой Отечественной войны. С 2006 года в музей появились разделы «Природа края», «Ремёсла и промыслы», «История посёлка». 1 января 2009 года музей получил официальный статус и стал являться структурным подразделением Муниципального бюджетного учреждения «Музейный комплекс». Музей является достопримечательностью посёлка и входит в различные путеводители района.
Дом Черемных
Музей расположен в двухэтажном старинном кержацком доме 1870 года постройки, принадлежащего семье Евстигнея Петровича Черемных, у второго заводского пруда, по улице Первая Тагильская, д. 1 (ныне ул. Октябрьская, д. 1). Особенность дома — это верхний и нижний амбары под шатровой крышей, которые располагались на первом и на втором этаже. С первого этажа был взвоз, по которому грузы завозились на лошадях. Дом с выходом фасада на юго–восточную сторону. Многочисленные арочные окна нижней избы закрывались на ставни, окна верхней избы украшены резными наличниками. В доме был парадный вход и вход через крытый двор, который включал в себя хозяйственные постройки (хлев, конюшню, сеновал, сараи, баню и домик с печью для приготовления кормов скоту). Во двор вели трёхчастые ворота.
Экспозиции музея
В музее представлены: инструменты, домашняя утварь горнозаводского населения XIX–XX веков, предметы украшения жилища, ведения хозяйства, изделия кузнечного, столярного, жестяного и других ремесел, а также предметы производства Висимо–Шайтанского железоделательного завода, инструменты старателей
Быт и ремёсла жителей трёх висимских концов: Хохляцкого, Туляцкого и Кержацкого, их традиции и жизненный уклад.
Экспозиция Висимского биосферного заповедника.
Программы и мастер-классы музея
Сотрудниками музея проводятся фольклорные программы на улице и в музее: «Зимние народные праздники», «Весенние народные праздники», «Летние народные праздники», «Осенние народные праздники», «Масленица», «Рождество», «Пасхальные хороводы», «Печь – матушка, хлеб – батюшка», «Дом вести - не рукавом трясти», «Посиделки», «Заговельнички», «День рождения в музее», «Обряд русской свадьбы», «Ночь в Музее», «Ночь искусств», «День Победы» и другие.
Проводятся и мастер-классы: «Правила поведения за столом в семье старообрядца», «Стирка вальком», «Глажение белья катком и рубелем», «Правила сватовства», «Весенняя народная кукла».

## Население
| 1959  | 1969  | 1970  | 1979  | 1989  | 2002  | 2010  |
| ----- | ----- | ----- | ----- | ----- | ----- | ----- |
| 4830  | ↘4600 | ↘3225 | ↘2637 | ↘2157 | ↘1727 | ↘1601 |
| 2021  |       |       |       |       |       |       |
| ↘1102 |       |       |       |       |       |       |

Структура
По данным Всероссийской переписи населения 2010 года, в Висиме проживали 741  мужчина и 860 женщин.
Известные жители
- Мамин-Сибиряк, Дмитрий Наркисович (1852—1912) — русский писатель.
- Маханёк, Константин Семёнович (1901—1977) — историк, директор Пермского пединститута в 1948—1953 годах.
- Поленов, Константин Павлович (1835—1898) — русский металлург.

## В литературе
- Висимо-Шайтанский завод выведен под названием Ключевской завод в романе «Три конца» Д. Н. Мамина-Сибиряка.